# Batalha de Fontaine-Française
A Batalha de Fontaine-Française ocorreu em 5 de junho de 1595 entre as forças reais francesas do rei Henrique IV e as tropas da Espanha e da Liga Católica comandadas por Juan Fernández de Velasco, 5o. Duque de Frías e Carlos de Guise, Duque de Mayenne, durante a oitava e última guerra (1585–1598) das Guerras religiosas na França.

## Antecedentes
Em resposta às forças de Henrique IV, lideradas por Charles de Biron, tomando Beaunne, Autun e sitiando Dijon, Juan Fernández de Velasco, duque de Frías, atravessou os Alpes com 2.000 cavalos e 8.000 soldados de infantaria no início de junho de 1595. Ele se juntou aos membros sobreviventes da Liga Católica, incluindo 400 cavalos e 1.000 soldados de infantaria, liderados por Carlos de Guise, duque de Mayenne. Eles sitiaram e tomaram Vesoul. Velasco e Mayenne então avançaram em direção a Dijon com a intenção de socorrer a cidade sitiada. Henrique IV, sabendo de seus movimentos, rapidamente reuniu 3.000 soldados e rumou para Troyes.

## A batalha
Em 5 de junho, Henrique evitou a morte perto de Fontaine-Française quando se deparou com um grande contingente de cavaleiros espanhóis, enquanto conduzia o reconhecimento com 1.200 cavaleiros e 600 arcabuzeiros montados. Henrique atacou para a direita e, após uma luta intensa, conseguiu escapar. O rei então reuniu seus soldados e o campesinato local em uma colina, armando-os com foices e qualquer outro objeto de metal que pegasse a luz do sol, tentando assim fazer seus oponentes acreditarem que ele tinha um exército maior. Fernández de Velasco, vendo as forças de reconhecimento se reunindo à força principal de Henrique, convenceu-se de que as forças de Henrique tinham números superiores e decidiu recuar.

## Consequências
A vitória real francesa marcou o fim da Liga Católica, embora as Guerras Religiosas não chegassem ao fim até a assinatura do Tratado de Vervins, em 2 de maio de 1598, mediante o qual os espanhóis cederam o restante das cidades francesas capturadas.